# Тео де Йонг
Тео де Йонг (нід. Theo de Jong, нар. 11 серпня 1947, Леуварден) — нідерландський футболіст, що грав на позиції півзахисника. По завершенні ігрової кар'єри — тренер.
Виступав, зокрема, за клуби «Феєнорд» та «Рода», а також національну збірну Нідерландів, у складі якої став віце-чемпіоном світу.

## Клубна кар'єра
У дорослому футболі дебютував 1966 року виступами за команду «Блау-Віт», в якій провів чотири сезони у другому за рівнем дивізіоні країни.
Протягом 1970—1972 років захищав кольори команди вищого дивізіону «Неймеген».

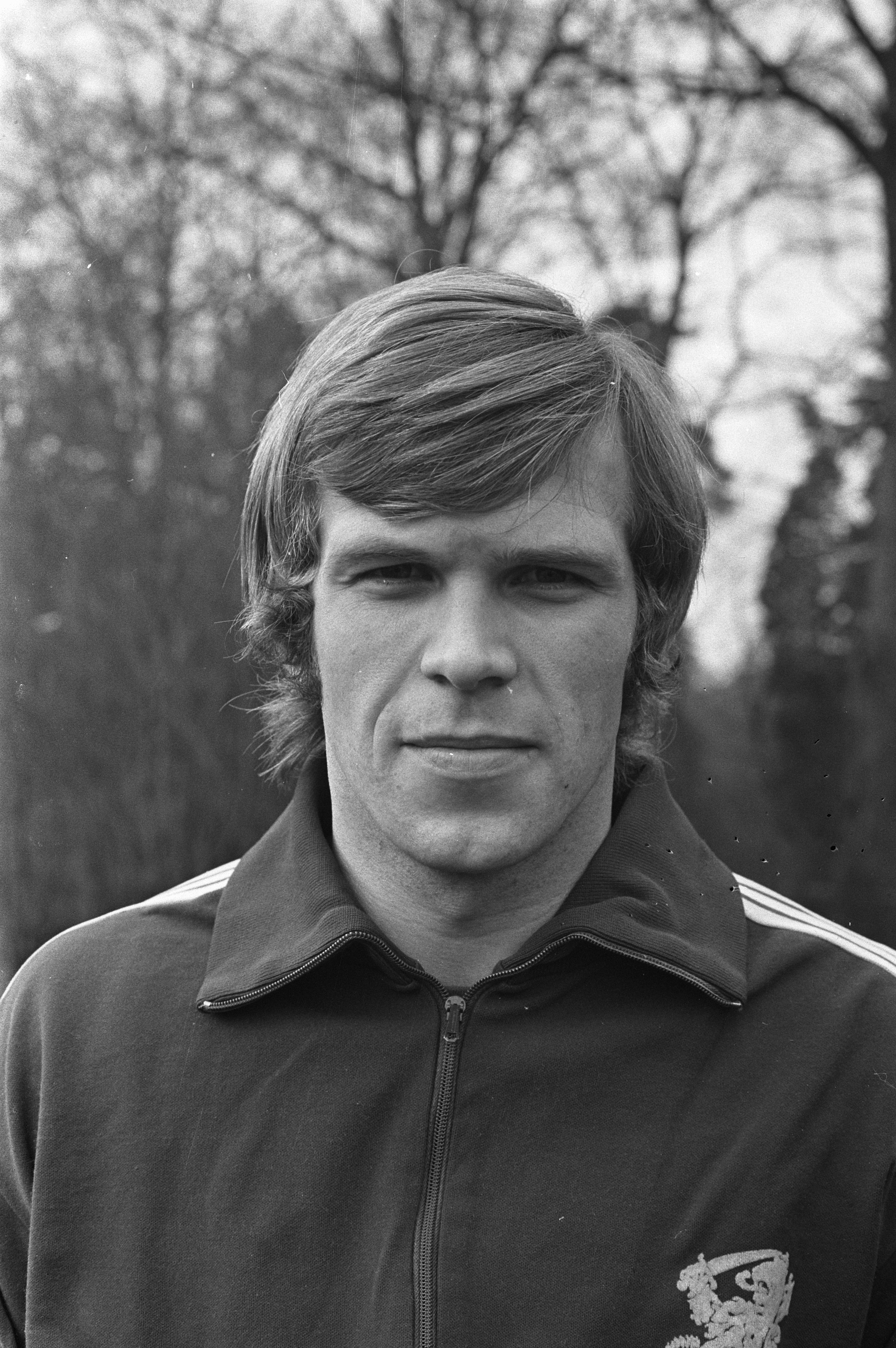
Тео де Йонг у 1972 році.

Своєю грою за останню команду привернув увагу представників тренерського штабу клубу «Феєнорд», до складу якого приєднався 1972 року. Відіграв за команду з Роттердама наступні п'ять сезонів своєї ігрової кар'єри. Більшість часу, проведеного у складі «Феєнорда», був основним гравцем команди і одним з головних бомбардирів команди, маючи середню результативність на рівні 0,37 голу за гру першості. За цей час виборов титул чемпіона Нідерландів, а також став володарем Кубка УЄФА, здолавши у фіналі 1974 року англійський «Тоттенгем Готспур».
1977 року уклав контракт з клубом «Рода», у складі якого провів наступні чотири роки своєї кар'єри гравця. Граючи у складі «Роди» також здебільшого виходив на поле в основному складі команди і був серед найкращих голеадорів, відзначаючись забитим голом в середньому щонайменше у кожній третій грі чемпіонату.
Протягом 1981—1983 років захищав кольори гонконзького клубу «Сейко», з яким у обох сезонах вигравав титул чемпіона Гонконгу.
Завершив професійну ігрову кар'єру у клубі «Ден Босх», за який виступав протягом сезону 1983/84 років.

## Виступи за збірну
16 лютого 1972 року дебютував в офіційних іграх у складі національної збірної Нідерландів в товариському матчі проти збірної Греції, що завершився з рахунком 5:0.
У складі збірної був учасником чемпіонату світу 1974 року у ФРН, на якому зіграв у чотирьох матчах своєї збірної, в тому числі і в програному фіналі, завоювавши срібні медалі і забив гол у ворота збірної Болгарії на першому груповому етапі.
Свій останній виступ за збірну провів у товариському матчі проти збірної Швейцарії 9 жовтня 1974 року, той матч завершився перемогою голландців з рахунком 1:0. Всього ж протягом кар'єри у національній команді, яка тривала 3 роки, провів у формі головної команди країни 15 матчів, забивши 3 голи.

## Кар'єра тренера
Після завершення кар'єри гравця залишився у клубі «Ден Босх», де став працювати у тренерському штабі, а 1986 року став головним тренером команди. У першому сезоні клуб закінчив на 10-му місці в Ередивізі, після чого він двічі закінчив на високому 7-му місці.
У березні 1989 року Тео підписав контракт із «Зволле», однак наприкінці сезону клуб вилетів з вищого дивізіону, через що де Йонг став працювати з командою в Еерстедивізі. У наступні три сезони Де Йонг закінчував з командою внизу другого дивізіону. Незважаючи на погані результати, клуб був задоволений тренером і коли де Йонг вирішив перейти в «Камбюр» зі свого рідного міста Леуварден в 1992 році, клуб «Зволле» вимагав виплати компенсації. Врешті-решт перехід відбувся лише після того, як сам Де Йонг заплатив одноразову суму 50 тис. гульденів (близько 22,5 тис. євро).
У першому сезоні «Камбюр» зайняв 14 місце в Ередивізі і зберіг прописку в еліті, втім наступний сезон клуб розпочав вкрай невдало, здобувши лише два очки за перші дев'ять турів, після чого Тео був звільнений.
1995 року став головним тренером команди «Віллем II», втім вже 19 березня 1996 року де Йонг покинув команду з Тілбурга. Незабаром після звільнення Де Йонг був призначений радником і скаутом у клубі «Де Графсхап», а у 1998 році він перейшов у «Ден Босх», де виконував ту ж саму функцію. У 1999 році він коротко тренував клуб «Тімаріт Оулу», який виступав у другому дивізіоні Фінляндії.
Згодом протягом 2001—2002 років очолював тренерський штаб клубу «Гоу Егед Іглз», після чого знову відправився за кордон і став спочатку асистентом Арі Гана у збірній Китаю, а потім асистентом Лео Бенгаккера у збірній Тринідад і Тобаго. З 2006 року знову працював у штабі Гана, спочатку у іранському «Персеполісі», а потім у збірній Камеруну.
У 2007 році він повернувся до Ірану, де став помічником тренера Самада Марфаві в клубі «Естеглал», а потім працював в іншому місцевому клубі «Стіл Азін». Після цього де Йонг повернувся до співпраці з Арі Ганом, входячи до його штабу у збірній Албанії, а потім у китайських клубах «Чунцін Ліфань» та «Тяньцзінь Теда».
У квітні 2010 року де Йонг повернувся до Нідерландів, щоб стати головним тренером клубу «Віллем II» із завданням зберегти команду від вильоту. Клуб зайняв передостаннє 17 місце, втім завдяки перемозі в матчах плей-оф зберіг команді прописку в еліті. Після цього він залишився працювати у клубі як скаут. У березні 2011 року Тео пішов у відставку з цієї посади, оскільки більше не міг поєднувати її з іншими посадами, які він обіймав за кордоном.
У червні 2016 року де Йонг став головним тренером нігерійського клубу «Ікороду Юнайтед».

## Титули і досягнення
- Чемпіон Нідерландів (1):

«Феєнорд»: 1973–74
- Володар Кубка УЄФА (1):

«Феєнорд»: 1973–74
- Віце-чемпіон світу: 1974

## Особисте життя
Син Тео, Дейв де Йонг, також був футболістом.